# Varvara von Engelhardt
Varvara von Engelhardt (12 mars 1757 - 2 mai 1815) est une aristocrate de l'Empire russe. Elle est la nièce de Grigori Potemkine, et l'une des dames d'honneur préférées de Catherine II de Russie.

## Biographie
Elle est la fille de Vassili von Engelhardt et d'Elena Marfa Potemkina, et est donc la nièce de Grigori Potemkine. Elle est la sœur cadette d'Anna-Sofia, épouse de Mikhaïl Joukov et d'Alexandra, comtesse Branicka, et la sœur aînée de Vassili, sénateur de l'Empire russe, de Nadejda, épouse du colonel Pavel Izmaïlov, de Iekaterina, comtesse Skavronska et de Tatiana, princesse Ioussoupova. Elle est décrite comme une belle blonde charmante et capricieuse.
Elle est présentée à la cour de Russie avec ses cinq sœurs et son frère en 1775. Au début, elles sont sans instruction et ignorantes, mais elles deviennent vite les femmes les plus sophistiquées et favorisées de la cour russe. Elles sont connues comme les « presque grandes-duchesses » et les « bijoux » et ornements de la cour de Russie. Potemkine leur donne d'importantes dots et demande à Catherine de les nommer dames d'honneur. On prétend qu'elles sont les amantes de leur oncle, ce qui est l'un des sujets de ragots et de scandales les plus connus de l'époque.
Sa relation avec Potemkine aurait eu lieu entre 1777 et 1779 et se serait terminée après son mariage avec le prince Sergueï Golitsyne en 1779. La relation aurait peut-être pris fin à son initiative, après qu'elle soit tombée amoureuse de Golitsyne. Il est toutefois possible que son premier-né ait été engendré par son oncle. On sait que sa grand-mère, Daria Potemkina, a protesté auprès de son fils contre leur liaison. Après la fin de leur liaison, son oncle a une liaison avec sa sœur, Alexandra.